# 山鼻駅
山鼻駅（さんびえき, シャンビーえき）は台湾桃園市蘆竹区にある、桃園機場捷運（桃園捷運機場線）の駅。駅番号は「A10」。

## 歴史
計画時の駅名は「山脚」だった。県市合併前の所在地は蘆竹郷山鼻村。
- 2009年6月 - 駅名確定[1]。
- 2017年
  - 2月2日 - 桃園機場捷運（桃園捷運機場線）暫定開業（予約団体試乗）[2]。
  - 2月16日 - 当駅での客扱い（整理券方式での個人試乗）を開始（運行時間は8-16時、1日あたりの上限制）[2]。
  - 3月2日 - 正式開業（4月1日までの1ヶ月は半額）[2]。

## 駅構造

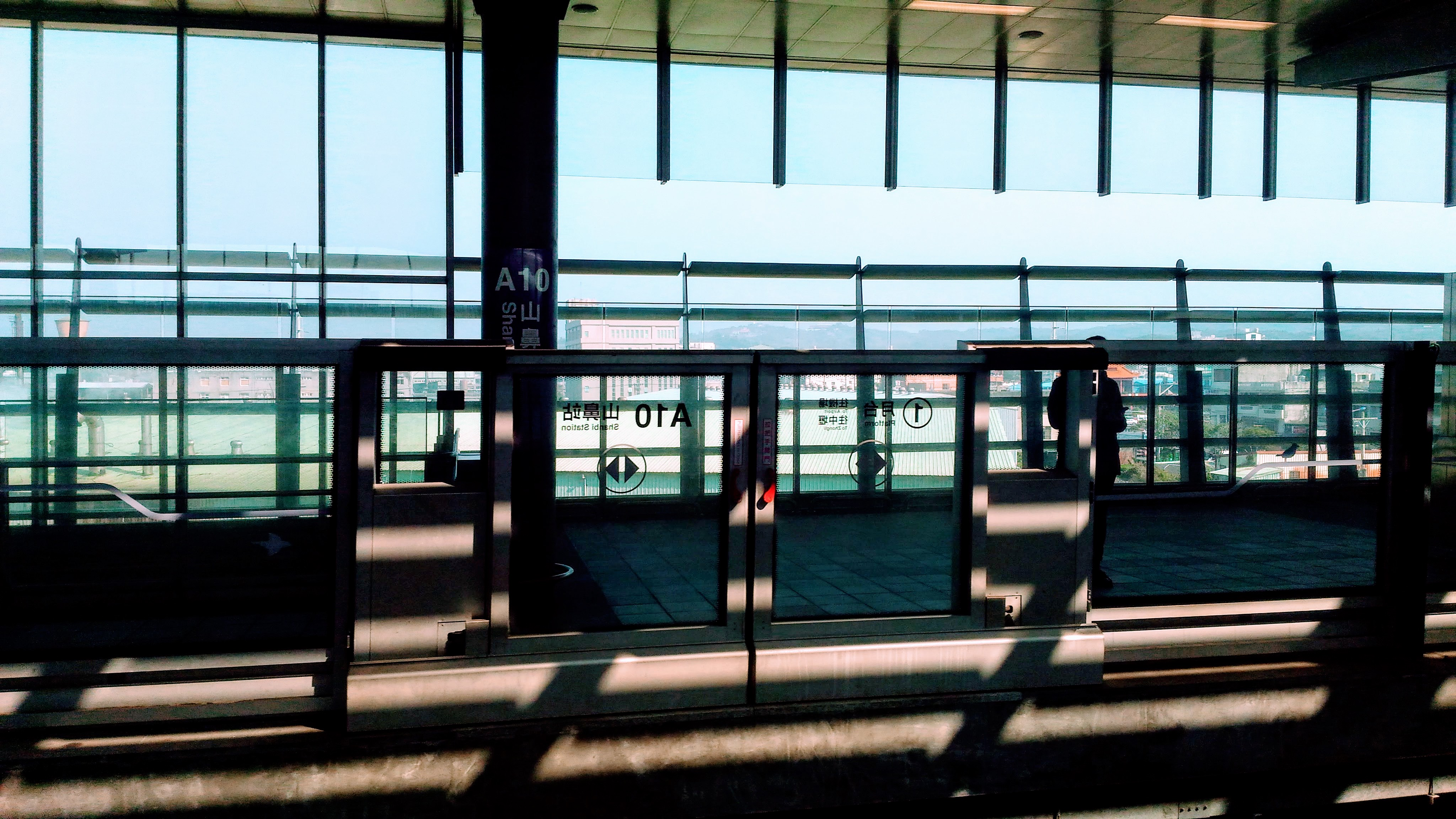
ホーム

ホームは地上3階にある。相対式ホーム2面2線の高架駅。ホームドア設置駅。出口は東側の南山路三段に1つ設けられる。

### のりば
| 1 | 桃園機場捷運（下り） | 普通車 | 桃園機場(T1・T2)・高鉄桃園站・環北方面 |
| 2 | 桃園機場捷運（上り） | 普通車 | 新北産業園区・台北車站方面             |

### 駅出口
- 出口1:南山路三段

## 利用状況
| 年   | 1日平均 | 1日平均 | 1日平均 |
| 年   | 乗車    | 出典    |         |
| ---- | ------- | ------- | ------- |
| 2017 | 998     | [ 4 ]   |         |
| 2018 | 1,211   | [ 4 ]   |         |

## 駅周辺
- 台湾鉄路管理局林口線海山駅跡（2012年12月28日廃止）
- 中華郵政芦竹山脚郵局
- 市道108号（中国語版）
- 桃園市立山脚国民中学（中国語版）
- 桃園市立山脚国小
- 桃園市立公埔国小
- 桃園市政府消防局（中国語版）第三大隊山脚分隊
- 蘆竹山脚天公廟
- 坑子渓（中国語版）

## バス
停留所は捷運山鼻站のほか、山鼻(山鼻活動中心)、大利新村も利用可能。
| 系統           | 管轄           | 事業者   | 区間                               | 備考                         |
| -------------- | -------------- | -------- | ---------------------------------- | ---------------------------- |
| 5014           | 桃園市市区公車 | 桃園客運 | 桃園 - 捷運山鼻駅                  |                              |
| 5016           | 桃園市市区公車 | 桃園客運 | 桃園 - 山脚 - 竹圍                 |                              |
| 5020           | 桃園市市区公車 | 桃園客運 | 桃園 - 下福                        |                              |
| 5021           | 桃園市市区公車 | 桃園客運 | 桃園 - 下海湖                      |                              |
| 5069           | 桃園市市区公車 | 桃園客運 | 桃園 - 赤塗崎 - 竹林山寺           |                              |
| 5071           | 桃園市市区公車 | 桃園客運 | 桃園 - 外社 - 竹林山寺             |                              |
| 5073           | 桃園市市区公車 | 桃園客運 | 桃園 - 外社                        |                              |
| L308           | 桃園市市区公車 | 桃園客運 | 蘆竹区公所 - 蘆竹区公所            | 無料循環バス青山線           |
| L309           | 桃園市市区公車 | 桃園客運 | 蘆竹区公所 - 蘆竹区公所            | 無料循環バス藍海線           |
| 台茂假日接駁車 | 台茂           | 台茂     | 捷運山鼻駅 - 台茂購物中心(TaiMall) | 無料シャトルバス（休日運行） |

## 隣の駅
桃園捷運
桃園捷運
機場線（桃園機場捷運）
■直達車
通過
■普通車
林口駅 (A9) - 山鼻駅 (A10) - 坑口駅 (A11)